# Carbonil redutase (NADPH)

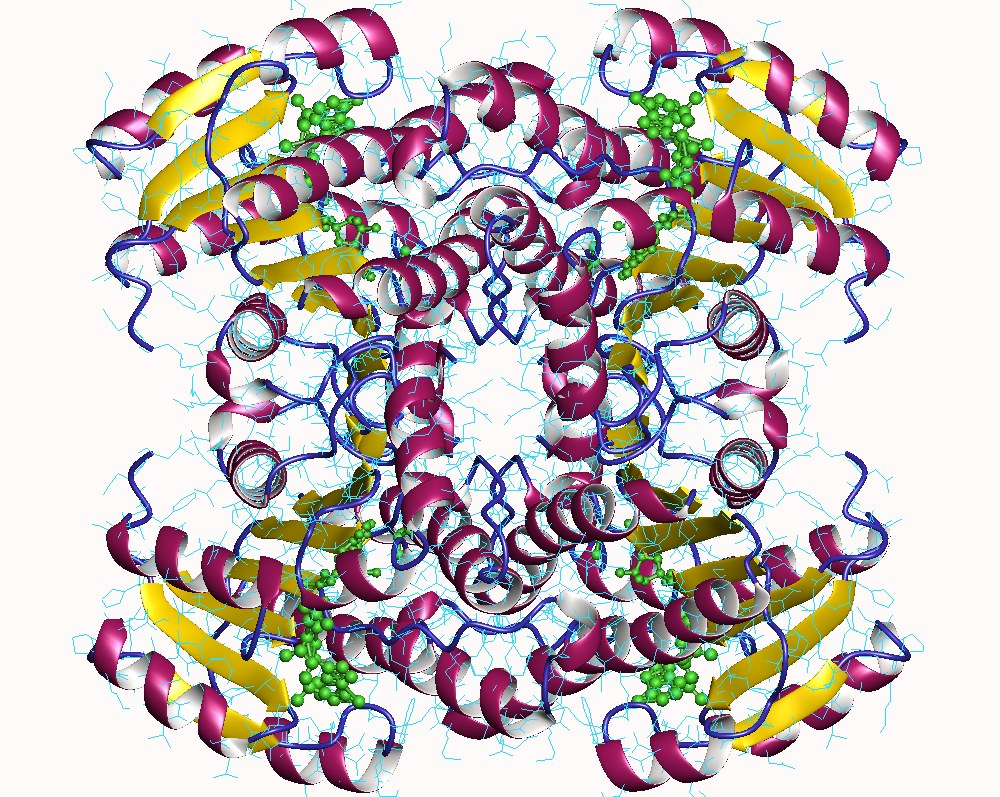
carbonyl reductase tetramer, Mouse.

Em enzimologia, uma carbonil redutase (NADPH) (Número EC 1.1.1.184) é uma enzima que catalisa a reação química:
R-CHOH-R' + NADP+ {\displaystyle \rightleftharpoons } R-CO-R' + NADPH + H+